# Royal Golf Dar Essalam
Le Royal Golf Dar Es Salam ou Golf royal de Daressalam, abrégé en Rgdes (en arabe : الغولف الملكي بدار السلام) se  trouve à 15 km du centre de la ville de Rabat au Maroc. Situé en pleine forêt, le club s'étend sur un domaine de 440 hectares. Sa construction est une initiative royale entreprise par le défunt roi Hassan II, dont le golf était le sport favori. L'architecte est Robert Trent Jones. 
Le président actuel est Abderrahman Bouftas.

## Présentation
C'est sous l'impulsion du roi Hassan II que le Maroc se lance, dans le début des 1970, sur la voie du développement golfique à grande échelle, en mettant en place le plus grand parcours au Royaume : le Royal Golf Daressalam
Le club comprend trois parcours principaux:
- Le parcours rouge

Ce long parcours de 18 trous s'étend sur 6 702 mètres. Un parcours délicat et très technique qui est réservé essentiellement aux professionnels et aux joueurs ayant un bon handicap.
- Le parcours bleu

Un des parcours les plus populaires parmi les membres du club. Très souvent fréquenté par des amateurs, le parcours bleu est de 18 trous et s'étend sur une longueur moyenne.
- Le parcours vert

Ce parcours de neuf trous est moins grand que les autres. 
Le Golf royal abrite plusieurs compétitions nationales et internationales:
- Le Trophée Hassan II
- Le « Diplomatic Golf Trophy » organisé par Diplomatica
- La Coupe de la Royal Air Maroc
- La Coupe du Portugal
- La Coupe d'Italie
- La Coupe fête du trône

## Académie
À l'ère Bouftas, une expérience inédite visant à vulgariser ce sport, généralement réservé aux riches. Il s’agit de la première académie du Royal Golf de Dar Es-Salam. Créée en 2004, l’académie de golf comptait cinquante enfants. L’objectif de l’initiative était de permettre à des jeunes issus de quartiers défavorisés de pouvoir pratiquer ce sport. Au début de l’opération, 200 enfants issus des quartiers périphériques de la ville ont été concernés par ce projet. 